# DHCP
DHCP (angleško Dynamic Host Configuration Protocol) je omrežni protokol za dinamično nastavitev gostitelja. Narejen je bil z namenom, da omogoči individualnim računalnikom v omrežju, da pridobijo svoje omrežne nastavitve od strežnika (primer je IP številka). Namen uporabe DHCP protokola je olajšanje upravljanja omrežja. DHCP se je prvič pojavil leta 1993, zadnja verzija pa je opisana v dokumentu RFC 2131 (nastala leta 1997). Obstaja tudi verzija DHCPv6 s podporo IPv6 okolju, ki je bila prvič opisana leta 2003 v dokumentu RFC 3315.